# Сюда идёт кот!
«Сюда идёт кот! Here comes the cat!» — детская книжка с картинками, русско-английская билингва, созданная совместно американским писателем Фрэнком Эшем и советским иллюстратором Владимиром Вагиным. Советское и американское издания книги вышли в 1989 году: в СССР книгу опубликовало издательство «Малыш», в США — издательство Scholastic. В 2011 году книга была переиздана в США издательством McSweeney’s/Mcmullens.
Книгу называли «притчей о Холодной войне». В 1992 году по книге был снят одноимённый мультфильм на студии «Пилот».

## Сюжет
Действие в книге происходит в стране антропоморфных мышей. Перемещаясь по стране на воздушном шаре, велосипеде, а потом на рыбе, мышонок предупреждает остальных мышей словами: «Сюда идёт кот!». Наконец, множество мышей собираются на улицах города, и на них надвигается огромная тень кота. Оказывается, однако, что кот не таит в себе опасности, а привёз тележку с огромным кусом сыра. Мыши съедают сыр и угощают кота молоком, а затем провожают его с тележкой обратно.

## История
По воспоминаниям авторов, их знакомство состоялось в 1986 году во время советско-американского симпозиума по детской книге. Вернувшись в США, Эш через некоторое время увидел сон, который лёг в основу сюжета будущей книги. Он предложил сотрудничество Вагину, хотя они жили в разных странах и не говорили на языках друг друга. Работа над книгой велась по переписке. «Сюда идет кот!» стал первым опытом советско-американского соавторства в области детской книги.

## Отзывы
В 1989 году отзывы на книгу появились в газете The New York Times и в журнале Kirkus Reviews, специализирующемся на книжных рецензиях. Так, рецензент Kirkus Reviews, оговорившись, что «практически весь текст книги уже дан в её заглавии» (англ. virtually the entire text given in the title), отмечал привлекательные иллюстрации и яркие цвета и делал вывод о том, что книга представляет собой «приятный способ донесения важной идеи, хотя читатель, воспринимающий повествование слишком буквально, может заметить, что мудрые мыши с осторожностью воспринимают даже самого безобидного на вид кота».
Рецензент New York Times, отметил, что «гласность проникла и в мир детской книги» (англ. Glasnost has embraced the world of children's books), оставил более сдержанный отзыв. По его мнению, «Сюда идёт кот!» содержит много символизма, но мало чуда (англ. is large on symbolism but lacking in wonder), и хотя иллюстрации книги очень привлекательны и интенсивны по цвету, по содержанию книга «слишком вежлива» (англ. is too polite): в ней отсутствует «мясо», драма, напряжение, юмор или развитие характеров (англ. No meat, no drama, no tension, no humor, no characterizations are evident.). Мораль книги очевидным образом намекает на оптимистическое развитие советско-американских отношений. В целом, однако, рецензент, несмотря на неполную реализацию возможностей книги, выразил надежду на появление других аналогичных произведений.